# 335
335 је била проста година.

## Догађаји
- Ханибалијан, нећак Константина Великог, постаје Рек Регум („Краљ краљева понтског народа“).
- Самудрагупта је наследио Чандрагупту као краљ Гупта царства.
- Цар Ши Ху премешта главни град државе Каснији Џао у Јеченг.
- Први Тирски сабор: Цар Константин сазива сабор епископа у Тиру да свргне и протера патријарха Александријског Атанасија.
- Цар Константин поново поставља александријског свештеника Арија (проглашен за јеретика на Првом Никејском сабору 325. године) на сабору у Јерусалиму око годину дана пре Аријеве смрти.
- 13. септембар – Освећена црква Гроба Господњег у Јерусалиму.
- 19. септембар – Флавије Далмације је подигнут на чин Цезара, са контролом Тракије, Ахаје и Македоније.
- 7. новембар – Атанасије Александријски је протеран у Трир, под оптужбом да је спречио житну флоту да исплови за Цариград.
- 31. децембар – Папа Силвестар I умире у Риму након 21-годишње владавине. Наследио га је Марко као 34. римски епископ.

## Дани сећања
- Сабор у Тиру